# Safee Sali
Mohd Safee bin Mohd Sali (Kajang, 28 gennaio 1984) è un calciatore malese, attaccante del PKNS e della Nazionale malese.

## Carriera

### Club
Comincia a giocare al Melaka. Nel 2003 passa al Kuala Lumpur. Nel 2006, dopo una buona stagione con il Sarawak, si trasferisce al Selangor. Nel 2010 viene acquistato dal Pelita Jaya, squadra della massima serie indonesiana. Nel gennaio 2013 passa all'Arema, ma poche settimane dopo torna in patria, al Johor Darul Ta'zim. Nel 2017 viene acquistato dal PKNS.

### Nazionale
Ha debuttato in Nazionale il 19 febbraio 2006 nell'amichevole Nuova Zelanda-Malesia (1-0). Mette a segno la sua prima rete con la maglia della Nazionale il 23 febbraio 2006 nell'amichevole Nuova Zelanda-Malesia (2-1), in cui ha siglato la rete del momentaneo 1-1. Ha messo a segno la sua prima doppietta con la maglia della Nazionale il 15 ottobre 2008 nell'amichevole Malesia-Nepal (4-0), in cui ha siglato la rete del momentaneo 2-0 e quella del momentaneo 3-0. Ha partecipato, con la Nazionale, alla Coppa d'Asia 2007.